# 13e étape du Tour de France 2014
Pour un article plus général, voir Tour de France 2014.
La 13e étape du Tour de France 2014 s'est déroulée le vendredi 18 juillet 2014 entre Saint-Étienne et Chamrousse.

## Parcours
Cette étape de 197 km, comporte deux cols et un sprint intermédiaire. Le col de la Croix de Montvieux (3e catégorie) se situe au kilomètre 24, le second est le col de Palaquit classé en 1re catégorie, il possède deux sections de montée à plus de 10%. Le sprint intermédiaire se situe à Saint-Martin-d'Hères soit à 4 km après la descente du col de Palaquit, avant la montée finale de 18 km classée hors catégorie arrivant à Chamrousse.

## Déroulement de la course
Une minute de silence est tout d'abord observée au départ de cette étape en hommage aux victimes du vol 17 Malaysia Airlines.
Le dernier rescapé de l'échappée matinale, Alessandro De Marchi (Cannondale) est repris par le peloton au début de la dernière ascension. Leopold König (Net-App) et Rafał Majka (Tinkoff-Saxo) anticipent la bataille des favoris et attaquent peu après que De Marchi a été repris. Dans le groupe maillot jaune, Alejandro Valverde (Movistar) accélère. Seuls Thibaut Pinot (Fdj.fr) et Vincenzo Nibali (Astana) peuvent le suivre. A 6 kilomètres de l'arrivée, Nibali part seul et rattrape König et Majka aux 3 kilomètres avant de les lâcher plus tard pour remporter l'étape en solitaire.

## Résultats

### Classement de l'étape
| Classement de la 13e étape | Classement de la 13e étape | Classement de la 13e étape | Classement de la 13e étape | Classement de la 13e étape |
|                            | Coureur                    | Pays                       | Équipe                     | Temps                      |
| -------------------------- | -------------------------- | -------------------------- | -------------------------- | -------------------------- |
| 1er                        | Vincenzo Nibali            | Italie                     | Astana                     | en 5 h 12 min 29 s         |
| 2e                         | Rafał Majka                | Pologne                    | Tinkoff-Saxo               | + 10 s                     |
| 3e                         | Leopold König              | Tchéquie                   | NetApp-Endura              | + 11 s                     |
| 4e                         | Alejandro Valverde         | Espagne                    | Movistar                   | + 50 s                     |
| 5e                         | Thibaut Pinot              | France                     | FDJ.fr                     | + 53 s                     |
| 6e                         | Tejay van Garderen         | États-Unis                 | BMC Racing                 | + 1 min 23 s               |
| 7e                         | Romain Bardet              | France                     | AG2R La Mondiale           | + 1 min 23 s               |
| 8e                         | Laurens ten Dam            | Pays-Bas                   | Belkin                     | + 1 min 36 s               |
| 9e                         | Jean-Christophe Péraud     | France                     | AG2R La Mondiale           | + 2 min 9 s                |
| 10e                        | Fränk Schleck              | Luxembourg                 | Trek Factory Racing        | + 2 min 9 s                |
| modifier                   |                            |                            |                            |                            |

### Points attribués
| Sprint intermédiaire de Saint-Martin-d'Hères (km 169,5) | Sprint intermédiaire de Saint-Martin-d'Hères (km 169,5) | Sprint intermédiaire de Saint-Martin-d'Hères (km 169,5) | Sprint intermédiaire de Saint-Martin-d'Hères (km 169,5) | Sprint intermédiaire de Saint-Martin-d'Hères (km 169,5) |
| ------------------------------------------------------- | ------------------------------------------------------- | ------------------------------------------------------- | ------------------------------------------------------- | ------------------------------------------------------- |
|                                                         | Coureur                                                 | Pays                                                    | Équipe                                                  | Point(s)                                                |
| 1er                                                     | Alessandro De Marchi                                    | Italie                                                  | Cannondale                                              | 20                                                      |
| 2e                                                      | Jan Bakelants                                           | Belgique                                                | Omega Pharma-Quick Step                                 | 17                                                      |
| 3e                                                      | Greg Van Avermaet                                       | Belgique                                                | BMC Racing                                              | 15                                                      |
| 4e                                                      | Jérémy Roy                                              | France                                                  | FDJ.fr                                                  | 13                                                      |
| 5e                                                      | Arnold Jeannesson                                       | France                                                  | FDJ.fr                                                  | 11                                                      |
| 6e                                                      | Thibaut Pinot                                           | France                                                  | FDJ.fr                                                  | 10                                                      |
| 7e                                                      | José Joaquín Rojas                                      | Espagne                                                 | Movistar                                                | 9                                                       |
| 8e                                                      | Lieuwe Westra                                           | Pays-Bas                                                | Astana                                                  | 8                                                       |
| 9e                                                      | Tanel Kangert                                           | Estonie                                                 | Astana                                                  | 7                                                       |
| 10e                                                     | Mikaël Cherel                                           | France                                                  | AG2R La Mondiale                                        | 6                                                       |
| 11e                                                     | Jurgen Van den Broeck                                   | Belgique                                                | Lotto-Belisol                                           | 5                                                       |
| 12e                                                     | Adam Hansen                                             | Australie                                               | Lotto-Belisol                                           | 4                                                       |
| 13e                                                     | Pierre Rolland                                          | France                                                  | Europcar                                                | 3                                                       |
| 14e                                                     | Vincenzo Nibali                                         | Italie                                                  | Astana                                                  | 2                                                       |
| 15e                                                     | Richie Porte                                            | Australie                                               | Sky                                                     | 1                                                       |
| modifier                                                |                                                         |                                                         |                                                         |                                                         |

| Classement de l'étape | Classement de l'étape  | Classement de l'étape | Classement de l'étape | Classement de l'étape |
| --------------------- | ---------------------- | --------------------- | --------------------- | --------------------- |
|                       | Coureur                | Pays                  | Équipe                | Point(s)              |
| 1er                   | Vincenzo Nibali        | Italie                | Astana                | 20                    |
| 2e                    | Rafał Majka            | Pologne               | Tinkoff-Saxo          | 17                    |
| 3e                    | Leopold König          | Tchéquie              | NetApp-Endura         | 15                    |
| 4e                    | Alejandro Valverde     | Espagne               | Movistar              | 13                    |
| 5e                    | Thibaut Pinot          | France                | FDJ.fr                | 11                    |
| 6e                    | Tejay van Garderen     | États-Unis            | BMC Racing            | 10                    |
| 7e                    | Romain Bardet          | France                | AG2R La Mondiale      | 9                     |
| 8e                    | Laurens ten Dam        | Pays-Bas              | Belkin                | 8                     |
| 9e                    | Jean-Christophe Péraud | France                | AG2R La Mondiale      | 7                     |
| 10e                   | Fränk Schleck          | Luxembourg            | Trek Factory Racing   | 6                     |
| 11e                   | Haimar Zubeldia        | Espagne               | Trek Factory Racing   | 5                     |
| 12e                   | Jurgen Van den Broeck  | Belgique              | Lotto-Belisol         | 4                     |
| 13e                   | Bauke Mollema          | Pays-Bas              | Belkin                | 3                     |
| 14e                   | Pierre Rolland         | France                | Europcar              | 2                     |
| 15e                   | Rui Costa              | Portugal              | Lampre-Merida         | 1                     |
| modifier              |                        |                       |                       |                       |

### Cols et côtes
| Col de la Croix de Montvieux (km 24,0) 3e catégorie | Col de la Croix de Montvieux (km 24,0) 3e catégorie | Col de la Croix de Montvieux (km 24,0) 3e catégorie | Col de la Croix de Montvieux (km 24,0) 3e catégorie | Col de la Croix de Montvieux (km 24,0) 3e catégorie |
| --------------------------------------------------- | --------------------------------------------------- | --------------------------------------------------- | --------------------------------------------------- | --------------------------------------------------- |
|                                                     | Coureur                                             | Pays                                                | Équipe                                              | Point(s)                                            |
| 1er                                                 | Giovanni Visconti                                   | Italie                                              | Movistar                                            | 2                                                   |
| 2e                                                  | Blel Kadri                                          | France                                              | AG2R La Mondiale                                    | 1                                                   |
| modifier                                            |                                                     |                                                     |                                                     |                                                     |

| Col de Palaquit (km 152,0) 1re catégorie | Col de Palaquit (km 152,0) 1re catégorie | Col de Palaquit (km 152,0) 1re catégorie | Col de Palaquit (km 152,0) 1re catégorie | Col de Palaquit (km 152,0) 1re catégorie |
| ---------------------------------------- | ---------------------------------------- | ---------------------------------------- | ---------------------------------------- | ---------------------------------------- |
|                                          | Coureur                                  | Pays                                     | Équipe                                   | Point(s)                                 |
| 1er                                      | Alessandro De Marchi                     | Italie                                   | Cannondale                               | 10                                       |
| 2e                                       | Jan Bakelants                            | Belgique                                 | Omega Pharma-Quick Step                  | 8                                        |
| 3e                                       | Luis Ángel Maté                          | Espagne                                  | Cofidis                                  | 6                                        |
| 4e                                       | Jérôme Pineau                            | France                                   | IAM                                      | 4                                        |
| 5e                                       | Joaquim Rodríguez                        | Espagne                                  | Katusha                                  | 2                                        |
| 6e                                       | Thibaut Pinot                            | France                                   | FDJ.fr                                   | 1                                        |
| modifier                                 |                                          |                                          |                                          |                                          |

| \| Montée de Chamrousse (km 197,5) Hors catégorie \| Montée de Chamrousse (km 197,5) Hors catégorie \| Montée de Chamrousse (km 197,5) Hors catégorie \| Montée de Chamrousse (km 197,5) Hors catégorie \| Montée de Chamrousse (km 197,5) Hors catégorie \| \| ---------------------------------------------- \| ---------------------------------------------- \| ---------------------------------------------- \| ---------------------------------------------- \| ---------------------------------------------- \| \| \| Coureur \| Pays \| Équipe \| Point(s) \| \| 1er \| Vincenzo Nibali \| Italie \| Astana \| 50 \| \| 2e \| Rafał Majka \| Pologne \| Tinkoff-Saxo \| 40 \| \| 3e \| Leopold König \| Tchéquie \| NetApp-Endura \| 32 \| \| 4e \| Alejandro Valverde \| Espagne \| Movistar \| 28 \| \| 5e \| Thibaut Pinot \| France \| FDJ.fr \| 24 \| \| 6e \| Tejay van Garderen \| États-Unis \| BMC Racing \| 20 \| \| 7e \| Romain Bardet \| France \| AG2R La Mondiale \| 16 \| \| 8e \| Laurens ten Dam \| Pays-Bas \| Belkin \| 12 \| \| 9e \| Jean-Christophe Péraud \| France \| AG2R La Mondiale \| 8 \| \| 10e \| Fränk Schleck \| Luxembourg \| Trek Factory Racing \| 4 \| \| modifier \| \| \| \| \| |                        |            |                     |          |
| Montée de Chamrousse (km 197,5) Hors catégorie |                        |            |                     |          |
| | Coureur                | Pays       | Équipe              | Point(s) |
| 1er | Vincenzo Nibali        | Italie     | Astana              | 50       |
| 2e | Rafał Majka            | Pologne    | Tinkoff-Saxo        | 40       |
| 3e | Leopold König          | Tchéquie   | NetApp-Endura       | 32       |
| 4e | Alejandro Valverde     | Espagne    | Movistar            | 28       |
| 5e | Thibaut Pinot          | France     | FDJ.fr              | 24       |
| 6e | Tejay van Garderen     | États-Unis | BMC Racing          | 20       |
| 7e | Romain Bardet          | France     | AG2R La Mondiale    | 16       |
| 8e | Laurens ten Dam        | Pays-Bas   | Belkin              | 12       |
| 9e | Jean-Christophe Péraud | France     | AG2R La Mondiale    | 8        |
| 10e | Fränk Schleck          | Luxembourg | Trek Factory Racing | 4        |
| modifier |                        |            |                     |          |

## Classements à l'issue de l'étape

### Classement général
| Classement général | Classement général     | Classement général | Classement général | Classement général |
|                    | Coureur                | Pays               | Équipe             | Temps              |
| ------------------ | ---------------------- | ------------------ | ------------------ | ------------------ |
| 1er                | Vincenzo Nibali        | Italie             | Astana             | en 56 h 44 min 3 s |
| 2e                 | Alejandro Valverde     | Espagne            | Movistar           | + 3 min 37 s       |
| 3e                 | Romain Bardet          | France             | AG2R La Mondiale   | + 4 min 24 s       |
| 4e                 | Thibaut Pinot          | France             | FDJ.fr             | + 4 min 40 s       |
| 5e                 | Tejay van Garderen     | États-Unis         | BMC Racing         | + 5 min 19 s       |
| 6e                 | Jean-Christophe Péraud | France             | AG2R La Mondiale   | + 6 min 6 s        |
| 7e                 | Bauke Mollema          | Pays-Bas           | Belkin             | + 6 min 17 s       |
| 8e                 | Jurgen Van den Broeck  | Belgique           | Lotto-Belisol      | + 6 min 27 s       |
| 9e                 | Rui Costa              | Portugal           | Lampre-Merida      | + 8 min 35 s       |
| 10e                | Leopold König          | Tchéquie           | NetApp-Endura      | + 8 min 36 s       |
| modifier           |                        |                    |                    |                    |

### Classement par points
| Classement par points | Classement par points | Classement par points | Classement par points | Classement par points |
| --------------------- | --------------------- | --------------------- | --------------------- | --------------------- |
|                       | Coureur               | Pays                  | Équipe                | Point(s)              |
| 1er                   | Peter Sagan           | Slovaquie             | Cannondale            | 341 points            |
| 2e                    | Bryan Coquard         | France                | Europcar              | 191 pts               |
| 3e                    | Alexander Kristoff    | Norvège               | Katusha               | 172 pts               |
| modifier              |                       |                       |                       |                       |

### Classement du meilleur grimpeur
| Classement du meilleur grimpeur | Classement du meilleur grimpeur | Classement du meilleur grimpeur | Classement du meilleur grimpeur | Classement du meilleur grimpeur |
| ------------------------------- | ------------------------------- | ------------------------------- | ------------------------------- | ------------------------------- |
|                                 | Coureur                         | Pays                            | Équipe                          | Point(s)                        |
| 1er                             | Vincenzo Nibali                 | Italie                          | Astana                          | 70 points                       |
| 2e                              | Joaquim Rodríguez               | Espagne                         | Katusha                         | 53 pts                          |
| 3e                              | Thibaut Pinot                   | France                          | FDJ.fr                          | 41 pts                          |
| modifier                        |                                 |                                 |                                 |                                 |

### Classement du meilleur jeune
| Classement général du meilleur jeune | Classement général du meilleur jeune | Classement général du meilleur jeune | Classement général du meilleur jeune | Classement général du meilleur jeune |
|                                      | Coureur                              | Pays                                 | Équipe                               | Temps                                |
| ------------------------------------ | ------------------------------------ | ------------------------------------ | ------------------------------------ | ------------------------------------ |
| 1er                                  | Romain Bardet                        | France                               | AG2R La Mondiale                     | en 56 h 48 min 27 s                  |
| 2e                                   | Thibaut Pinot                        | France                               | FDJ.fr                               | + 16 s                               |
| 3e                                   | Michał Kwiatkowski                   | Pologne                              | Omega Pharma-Quick Step              | + 4 min 27 s                         |
| modifier                             |                                      |                                      |                                      |                                      |

### Classement par équipes
| Classement par équipes | Classement par équipes | Classement par équipes | Classement par équipes |
|                        | Équipe                 | Pays                   | Temps                  |
| ---------------------- | ---------------------- | ---------------------- | ---------------------- |
| 1re                    | AG2R La Mondiale       | France                 | en 170 h 27 min 17 s   |
| 2e                     | Belkin                 | Pays-Bas               | + 9 min 24 s           |
| 3e                     | Sky                    | Royaume-Uni            | + 23 min 46 s          |
| modifier               |                        |                        |                        |

## Abandons
- Janier Acevedo (Garmin-Sharp) : abandon
- Daniel Navarro (Cofidis) : abandon
- Alexander Porsev (Katusha) : hors délais
- Arthur Vichot (FDJ.fr) : abandon à la suite d'une angine[1]